# Mega (usługa internetowa)
Mega – strona internetowa udostępniająca swoim użytkownikom usługę przechowywania danych w ramach wirtualnej przestrzeni dyskowej o standardowej, dostępnej za darmo dla każdego zarejestrowanego, wielkości 20 GB z możliwością rozszerzenia do 50 GB. Dodatkowo oferowane jest 35 GB jako darmowy trial przez pierwszy miesiąc. Serwis założony został przez Kima Dotcoma jako legalna alternatywa dla portalu Megaupload, który został zamknięty przez Departament Sprawiedliwości Stanów Zjednoczonych. Usługa jest również dostępna na platformy mobilne, takie jak: Windows Phone, Android, BlackBerry OS czy iOS. Serwis był notowany w rankingu Alexa na miejscu 17 670 (maj 2020).
Istnieje możliwość odpłatnego powiększenia przestrzeni dyskowej do: 400 GB (usługa PRO LITE), 2 TB (usługa PRO I), 8 TB (usługa PRO II) oraz 16 TB (usługa PRO III). Owe usługi muszą być opłacane co miesiąc lub co rok.
Na portalu pojawiło się do tej pory około 500 milionów plików, a dzienny przyrost ich liczby oscyluje w okolicach trzech milionów.

## Historia strony
Pierwszy hosting plików Kima Dotcoma, Megaupload, został zamknięty przez Departament Sprawiedliwości Stanów Zjednoczonych 19 stycznia 2012 roku poprzez wytoczenie spraw karnych przeciwko jego właścicielowi. Kim zapowiedział, że powstanie nowa usługa zarejestrowana z domeną w Nowej Zelandii. Ogłosił również, że zostanie uruchomiona 19 stycznia 2013 roku – dokładnie rok później po tym, jak hosting Megaupload został zamknięty. Poinformował także na swoim Twitterze, że podczas jego tweetowania na jego portalu rejestrowało się średnio tysiąc użytkowników na minutę. Później ogłosił, że na jego stronie zarejestrowało się milion użytkowników, a liczba przesyłanych plików co sekundę wynosiła 60.
Aby w dalszym ciągu promować swoją nową usługę, Kim Dotcom zatrudnił kucharza Gianpaola Grazioli, by stworzył lody o „megasmaku” dla zwolenników portalu. W wyniku tego trzy dni później do serwerów co sekundę napływało już średnio 500 plików.
4 lipca 2013 roku pojawiła się mobilna aplikacja usługi na platformie Google Play. 4 września 2013 Kim Dotcom zrezygnował z posady dyrektora. Trzy dni później poinformował redakcję The Washington Post, że codziennie na portalu pojawia się 20 000 nowych użytkowników. 26 listopada 2013 roku pojawiła się kolejna aplikacja mobilna na systemy iOS. 20 stycznia 2014 pojawiła się aplikacja na systemy Windows.
7 lutego 2021 roku usługa zmieniła domenę na mega.io, gdyż mega.com było już zajęte.